# Haeteriinae
De Haeteriinae zijn een onderfamilie van de spiegelkevers (Histeridae). Het zijn overwegend obligate myrmecofiele of termitofiele kevers, dat wil zeggen dat ze enkel kunnen leven in symbiose met mieren of termieten.
Deze onderfamilie telt meer dan honderd geslachten, en minstens 335 beschreven soorten. Ze komen vooral voor in het Neotropisch gebied, maar enkele soorten komen ook voor in Noord-Amerika of in het Palearctisch gebied. Het grootste aantal soorten (van bijna 30 geslachten) leeft samen met trekmieren uit het geslacht Eciton. De kevers leven van het broedsel of het verzamelde voedsel van de mieren en ze trekken met de mieren mee tijdens hun migratie (soms door zich vast te klemmen aan werkmieren).
Nymphister kronaueri bijvoorbeeld, een soort uit Costa Rica die pas in 2014 werd ontdekt, "lift mee" op werkmieren van de soort Eciton mexicanum. De kever haakt zich met zijn mandibels vast tussen de petiolus en het achterlijf van de mier, zodat het lijkt alsof die twee achterlijven heeft.